# Вероніка вирішує померти
«Вероніка вирішує померти» (порт. Veronika decide morrer) — один з найвідоміших романів бразильського письменника Пауло Коельйо.

## Сюжет
Молода 24-річна дівчина Вероніка з Любляни, втомившись від нудного та рутинного життя, вирішує покінчити з собою, прийнявши дуже велику дозу снодійного. В очікуванні дії таблеток вона побачила статтю в журналі під назвою «Де знаходиться Словенія?» і вирішила написати відповідь.
Але самогубство дівчини виявилося невдалим: лікарі зуміли врятувати її, і тепер Вероніка знаходиться в Віллеті - словенській лікарні для душевнохворих. Перший час Вероніку займає лише думка про те, де можна знайти таблетки, щоб таки довести свій план до кінця. Дівчина шукає спосіб покінчити з собою, а в цей час знайомиться з іншими мешканцями Вілетти, які відкривають їй очі на трохи інший світ. Першою, з ким познайомилася Вероніка, була Зедка, що потрапила в лікарню з хронічною депресією. Ще один новий знайомий дівчини - доктор Ігор. Саме він відкриває Вероніці страшну правду про те, що в результаті спроби суїциду, серце дівчини сильно постраждало, і їй залишилося жити всього тиждень.
Дізнавшись про це Вероніка розуміє, що до неї повернулося бажання жити, вона вже не хоче помирати, вона радіє знайомству із Марі, вона закохана в Едуарда - іншого пацієнта лікарні, який страждає від шизофренії, але дівчина усвідомлює, що вибору у неї немає і вирішує прожити решту днів, як мовиться, «на повну котушку».
Коли Вероніці залишається жити всього день або два, вона разом з Едуардом втікає з лікарні, щоб на волі провести свої останні години життя.

## Екранізації і використання назви
- У 2005 році в Японії вийшов на екрани фільм «Вероніка вирішує померти», режисером виступив Кей Хорія (Kei Horie). У головній ролі - Йоко Макі (Yoko Maki).
- У 2009 році на широкі екрани вийшов фільм «Вероніка вирішує померти[en]», в головній ролі — Сара Мішель Геллар.